# عرضه آنتی‌ژن

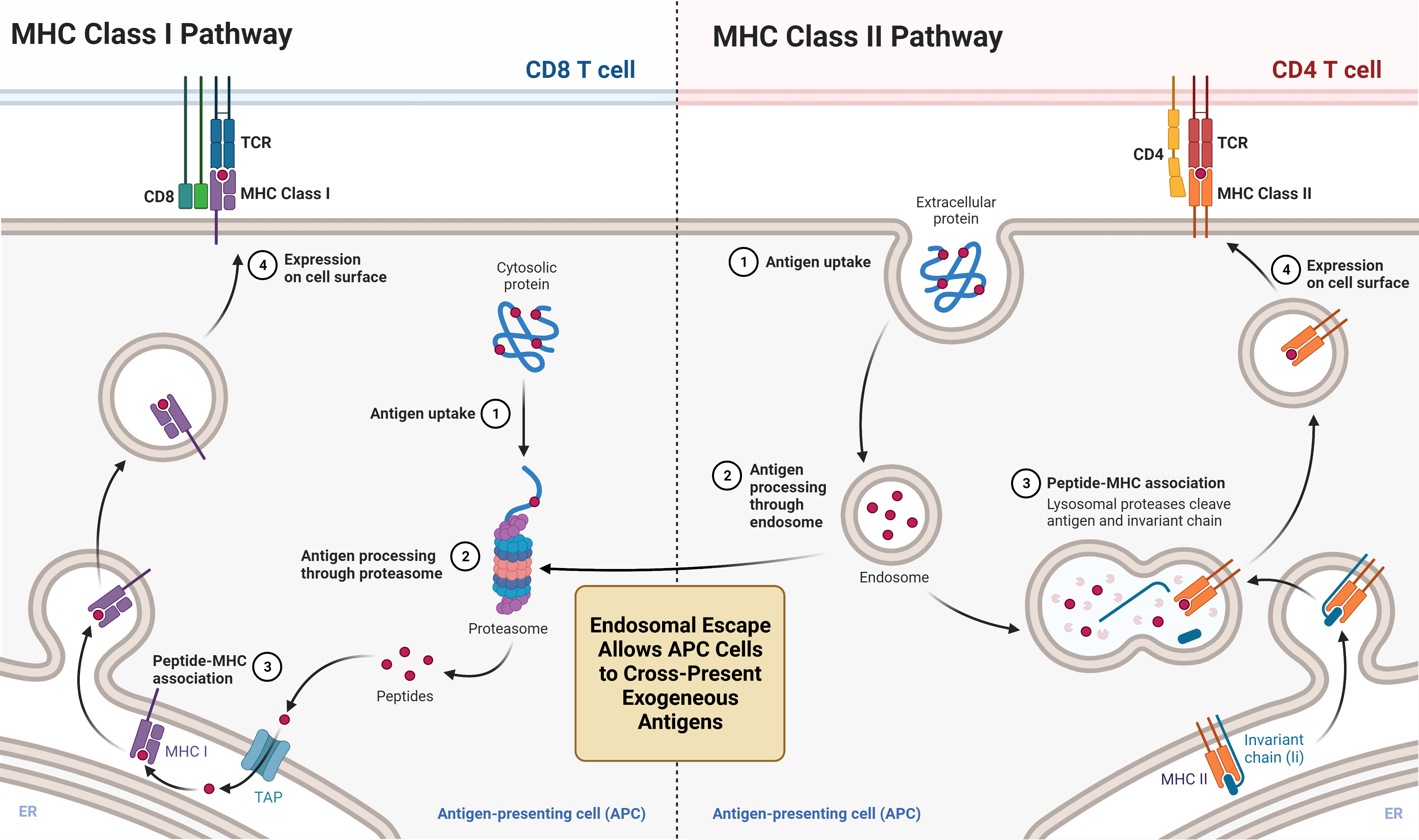
عرضه آنتی‌ژن به‌وسیله سلول‌های ارائه‌دهنده آنتی‌ژن (APCها) شامل نمایش پپتیدهای آنتی‌ژن بر روی مولکول‌های MHC کلاس I (برای شناسایی توسط سلول‌های T سیتوتوکسیک) و MHC کلاس II (برای شناسایی توسط سلول‌های T کمک‌کننده) است. این فرآیند اساسی برای شروع پاسخ ایمنی تطبیقی است.

عرضه آنتی‌زن (به انگلیسی: Antigen Presentation)، فرآیند حیاتی ایمنی است که در به راه اندازی پاسخ ایمنی سلول T نقش اساسی دارد. از آنجا که سلول‌های T تنها بخشی از آنتی‌ژن نمایش داده شده روی سطح غشای سلولی را تشخیص می دهند، باید قبل از انتقال آن بخش از آنتی‌ژن به سطح سلول (یعنی همان فرآیند عرضه آنتی‌ژن)، پردازش آنتی‌ژن صورت پذیرد. پردازش آنتی‌ژن زمانی صورت می‌پذیرد که قطعه مورد نظر از آنتی‌ژن به مجموعه سازگاری بافتی اصلی (MHC) متصل شده است. پس از این که عرضه آنتی‌ژن صورت پذیرفت، گیرنده سلول T قادر خواهد بود تا آن را شناسایی نماید. اگر عفونت ویروسی یا باکتریایی پدید آمد، سلول قطعات پپتیدی مشتق شده از آنتی‌ژن‌های متصل به مولکول‌های MHC درون‌زا یا برون‌زایی را عرضه خواهد نمود. دو نوع مولکول MHC وجود دارند که از نظر رفتاری با آنتی‌ژن‌ها متفاوتند: مولکول‌های MHC کلاس I (یا MHC-I) با پپتیدها از سیتوزول سلولی پیوند برقرار می کنند، درحالی که پپتیدهای تولید شده در وزیکول‌های حاصل از اندوسیتوز، پس از ورود، به MHC کلاس II (یا MHC-II) متصل می شوند. غشاهای سلولی، این دو محیط سلولی (درون‌سلولی و برون‌سلولی) را از هم دیگر جدا می کنند. هر سلول T قادر است تنها ده‌ها الی صدها کپی از توالی‌های منحصر به فرد یک پپتید واحد را در میان هزاران پپتید عرضه شده دیگر، روی همان سلول، شناسایی کند؛ چرا که مولکول MHC یک سلول، قادر به پیوند خوردن با تعداد زیادی از پپتیدهاست.

## همچنین ببینید
- دستگاه ایمنی
- ایمنی‌شناسی

## پیوندهای بیرونی
- ImmPort - Gene summaries, ontologies, pathways, protein/protein interactions and more for genes involved in antigen processing and presentation
- antigen presentation در سرعنوان‌های موضوعی پزشکی (MeSH) در کتابخانهٔ ملی پزشکی ایالات متحدهٔ آمریکا